# 神將陣

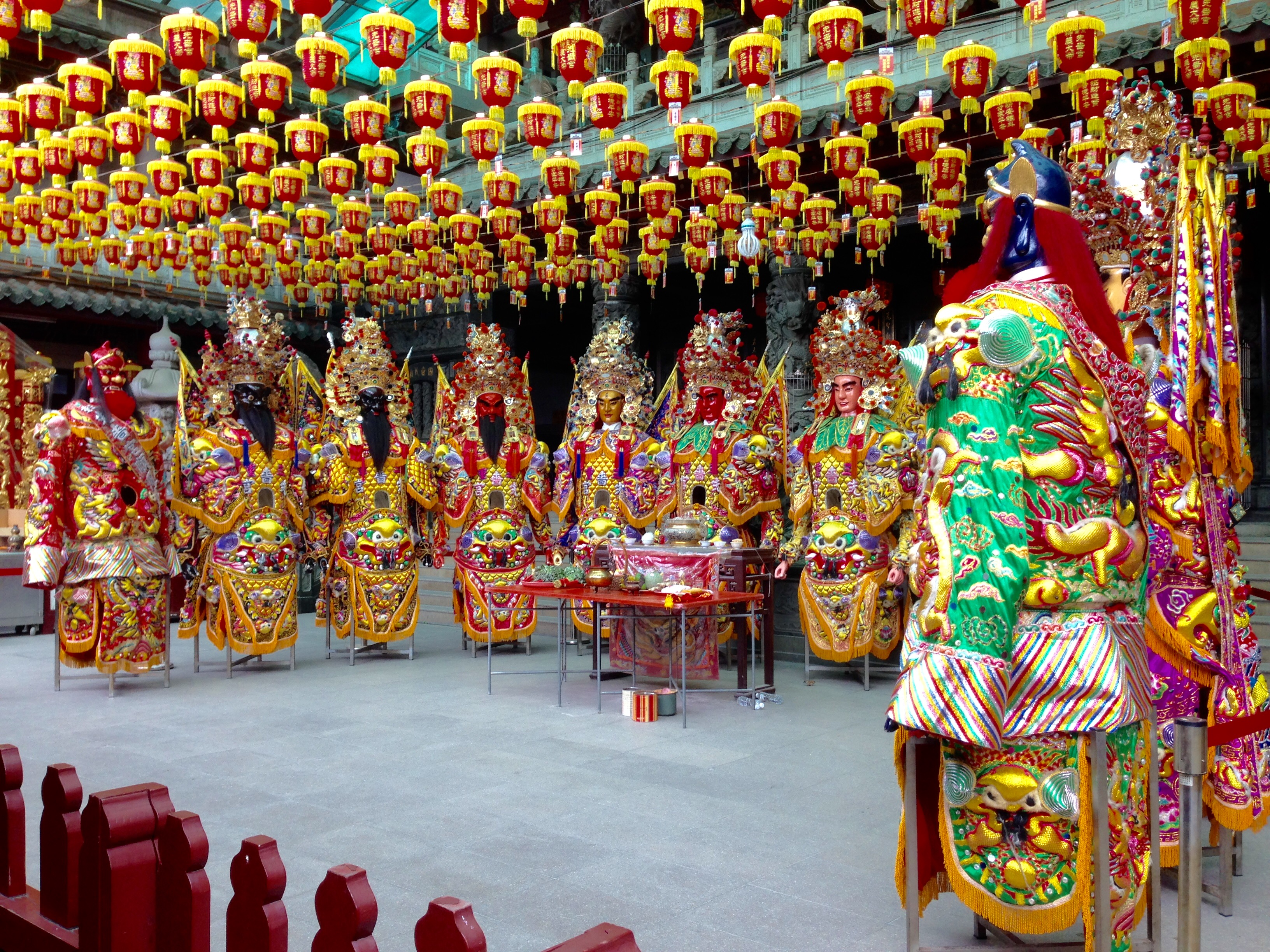
三重先嗇宮的神將團

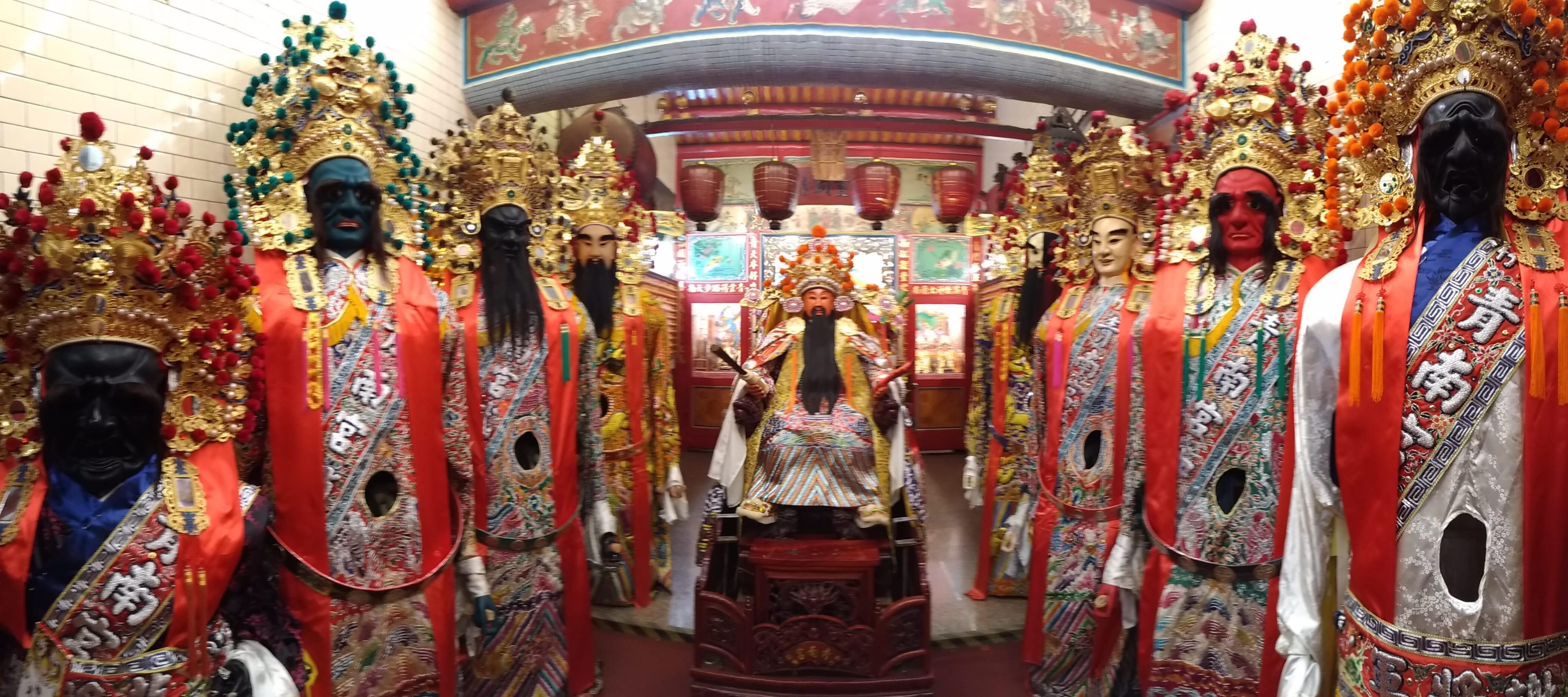
新竹南勢青南宮的陰司神將

神將陣，台灣北部稱神將、將爺，台灣南部及閩南地區稱大仙翁仔、大仙尪仔、大神尪仔，福州及馬祖地區稱塔骨、擺爺，是福建和臺灣廟會及遶境活動中常見的陣頭表演之一。在表演過程中，演出者會將自身套入依據不同神祇模樣製作的大型人偶，並通常會配合北管或鑼鼓演奏，在街上遊行或進入廟宇裡面。神將陣與古代的儺舞文化相關，其發源於福建，多數學者認為源於閩南地區的漳州浦南鎮，也有學者認為源自福州，之後傳入台灣，在宜蘭、蘆洲及大溪等地發展。
在台灣的陣頭中，常見的神將有千里眼、順風耳、康趙元帥或四大元帥、五營神將、托塔天王、中壇元帥、二郎神君、關平周倉、韋陀伽藍、彌勒、濟公、招財進寶童子、土地公、包公、鍾馗、張柳將軍等。台灣的神將陣以蘆洲神將最為知名，蘆洲被稱作「神將的故鄉」，在數量與精緻度上較其他地區明顯突出。在馬祖的陣頭中，常見的神將有七爺八爺、孩兒俤（孩兒陣、孩囝陣頭）、鼓板樂、八仙、保長公（保長翁）等等。
自2000年起，大溪、蘆洲、宜蘭每年都舉辦神將文化節，以推廣弘揚神將陣文化。

## 起源
一般皆認為與北管的發展有關。大約在19世紀末期，蘭陽平原的北管分為「西皮」與「福路」兩派，兩派各自發展較勁，尤其是廟會活動，更是互別苗頭的時刻，據說一開始是西皮派使出舞龍，福路派見狀便扛出三太子李哪吒的「翁仔」（布偶），象徵「哪吒抽龍筋」來對抗，西皮派不甘示弱，接著便也扛出李靖的大翁仔，以示「李靖收哪吒」，就這樣一來一往，為廟會增添許多熱鬧的氣氛。流傳至今，在各項廟宇神明遶境、出巡、刈香等活動中，都可看到大仙翁仔陣頭的蹤影。

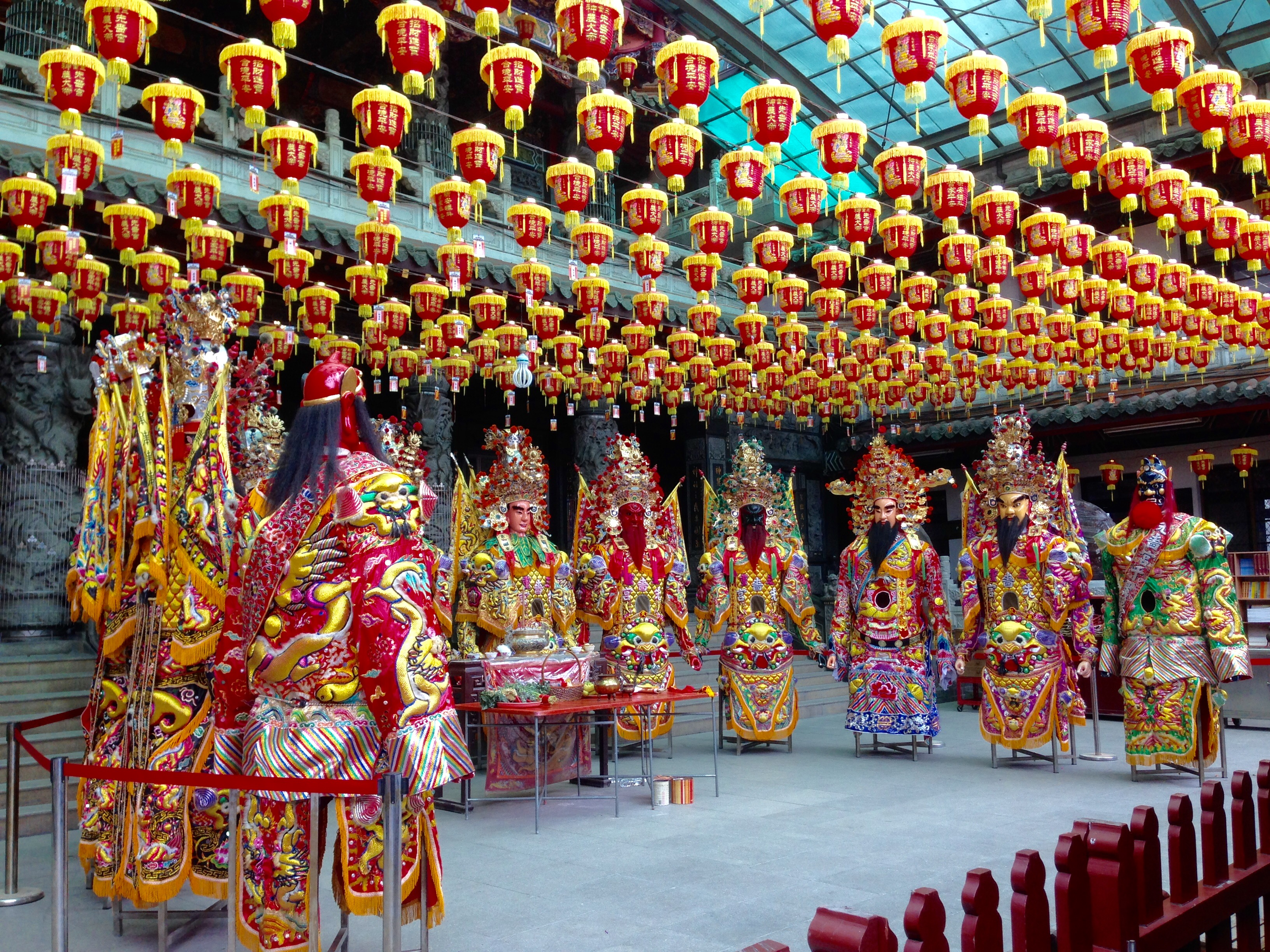
先嗇宮神將。
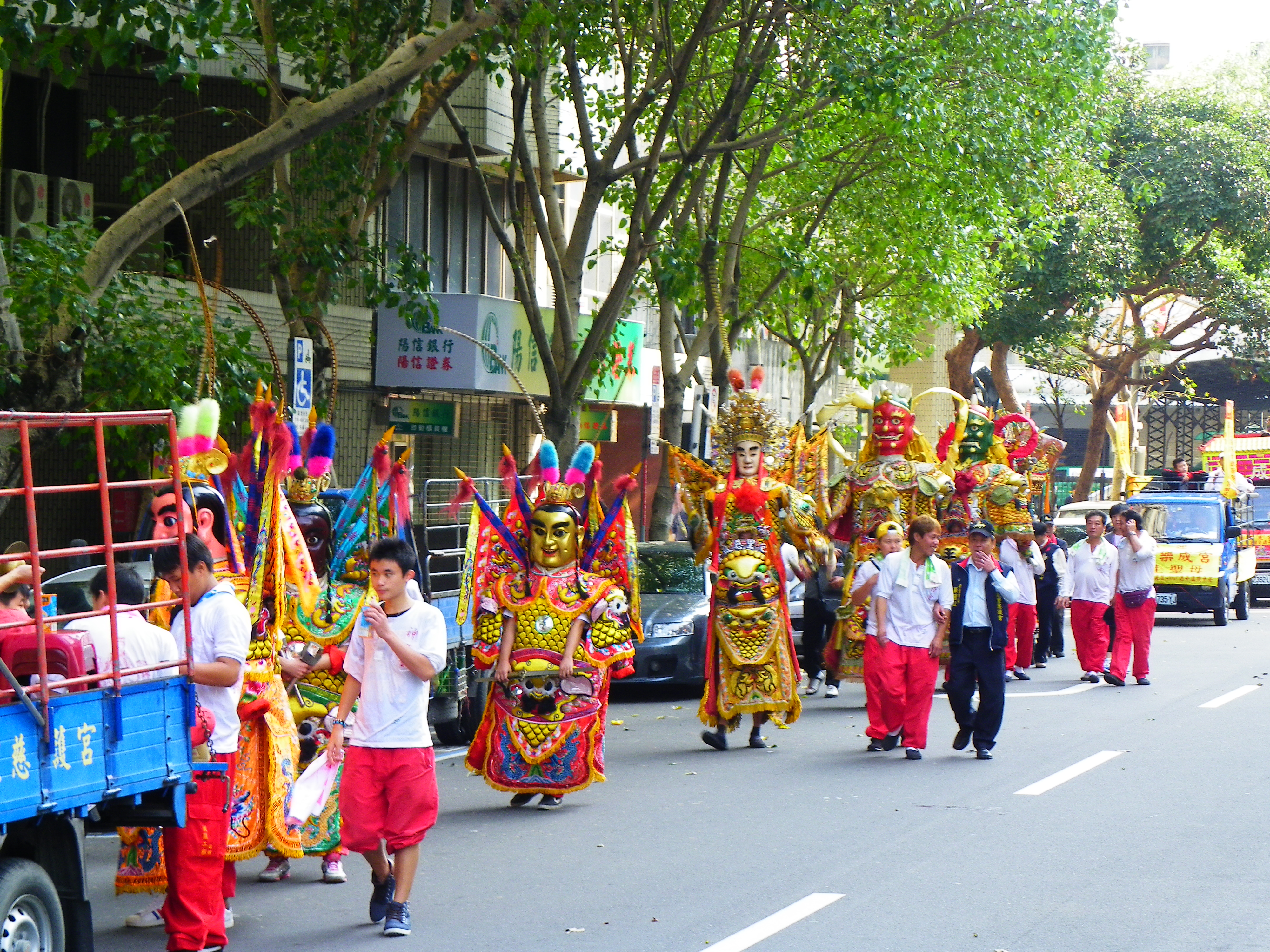
金包里慈護宮神將隊。
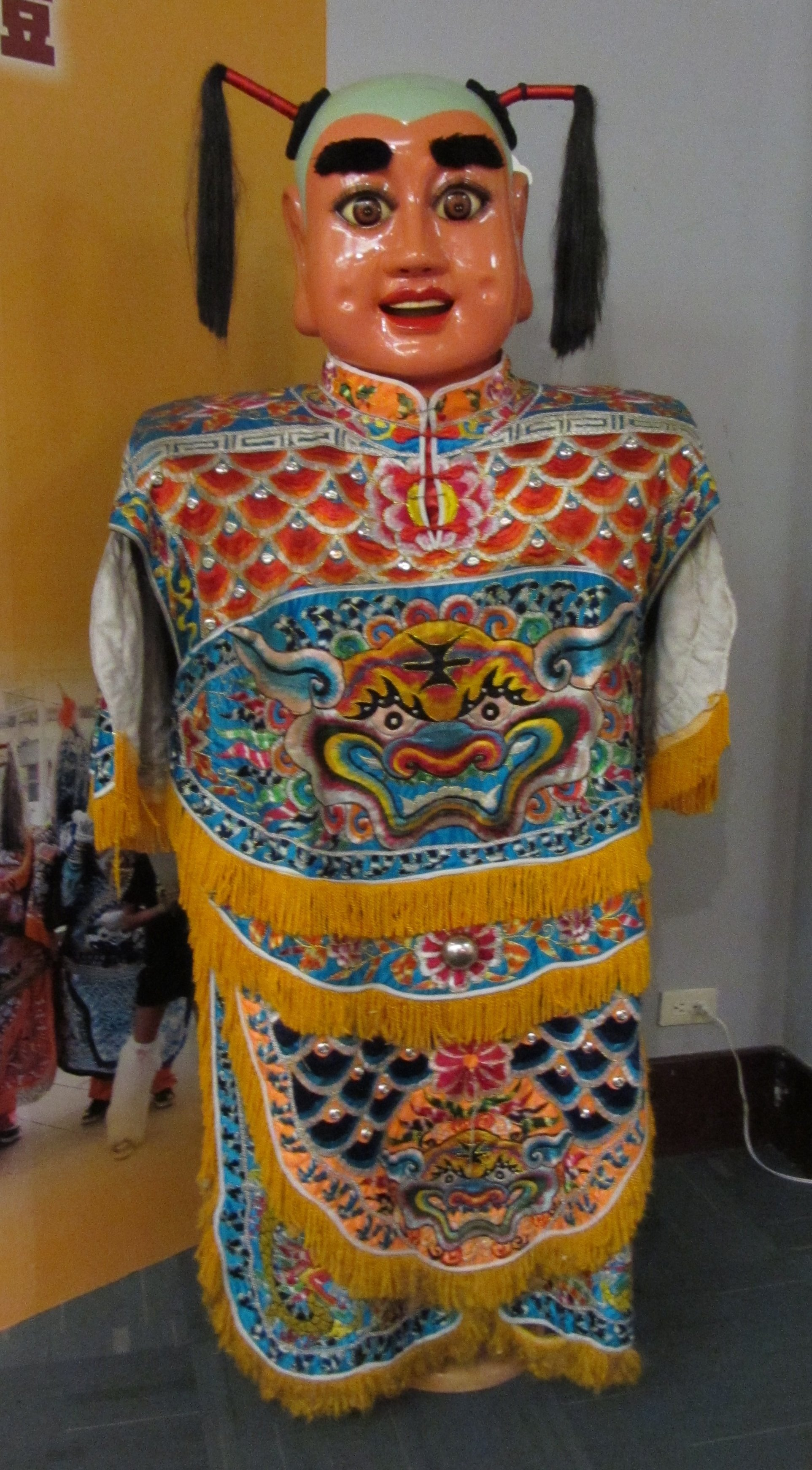
「童仔」，為小型神將，多用以表現孩童或特定角色，更具機動性
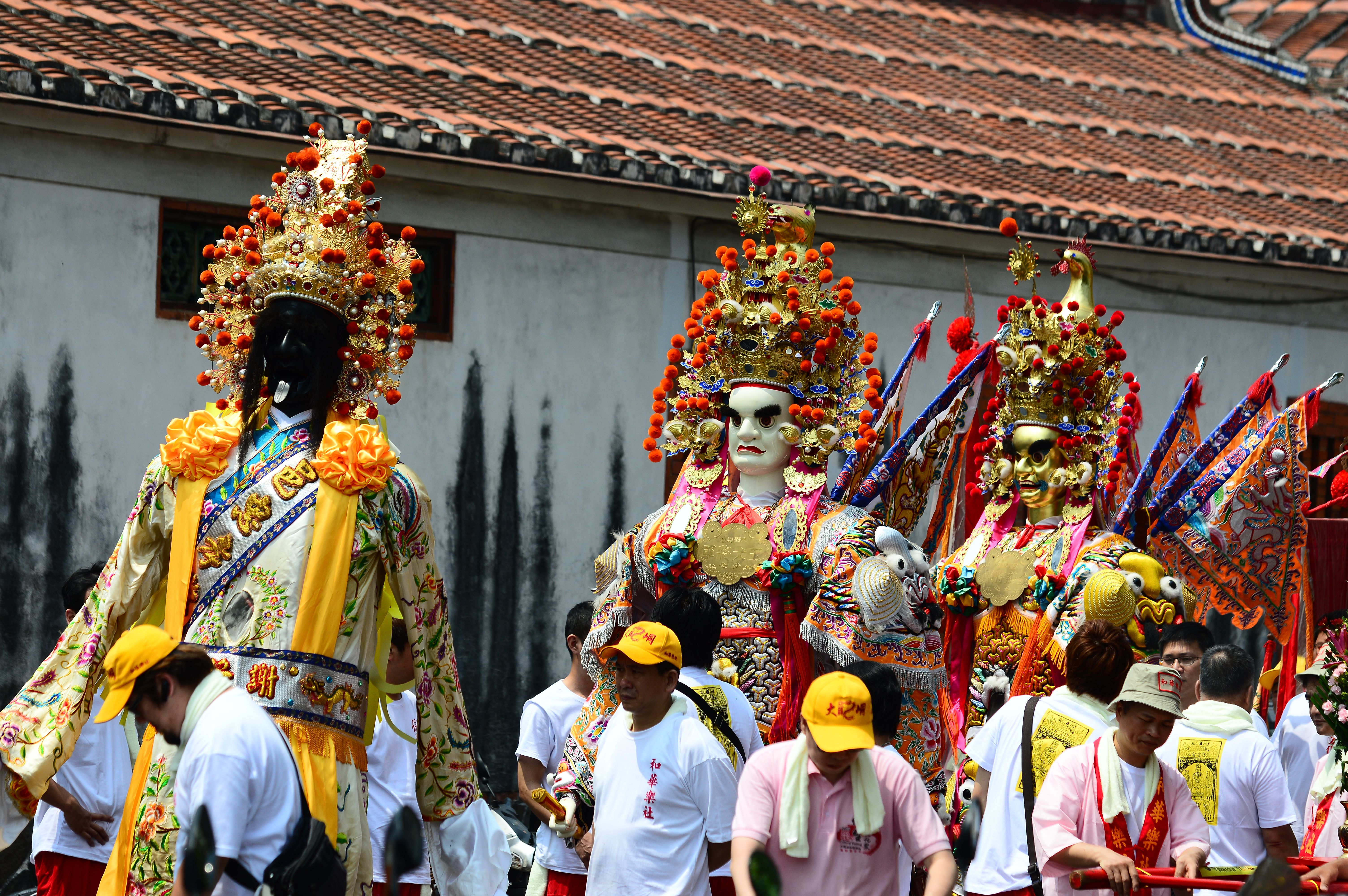
大龍峒保安宮保生文化祭遶境中的大仙尪仔，依序為七爺謝將軍、玉犬將軍、金雞將軍。

## 功能
大仙翁仔平時廟宇內，經常擺放在神祇左右來，充當護法、將軍、護衛等，具有祭拜性質。另外，在大仙翁仔面前可能設有供桌（有些保護較嚴格會製作大型神櫃來保護）並放供品和香爐與酒杯；少許廟宇會放置金白錢等紙錢，供信眾參拜。受祭祀的大仙翁仔需要經過開光儀式後，才能接受敬拜，與一般雕刻之神像相同。
如果廟內神祇要進行繞境、出巡..等，神將也會隨著神祇出巡，當護駕神祇，是台灣民俗陣頭不可或缺的一陣，且在腳步上有特定不乏，如：踩七星步，或依照神將角色特性來表演其形象。

### 喪葬用途
喪葬出殯也有專屬的翁仔，出陣時與廟會類似，在角色上大多為金童玉女、哭童、七仙女等，象徵接引亡者的神仙或表示哀戚。

#### 禁忌
殯葬儀式中所用像偶，喪禮結束一定都要以香火淨過並蒙上雙眼，以避免操作人員中邪。

## 進化

### 電音三太子
近年來隨著少數小型宮廟為了吸引目光，添加LED燈條，並跳流行嘻哈舞蹈來出陣，如電音三太子或學校社團出資的大仙翁仔，但此類均無開光儀式，純粹表演性質，相對沒有祭拜性質，大仙翁仔均以三太子居多。而台灣藝人王彩樺成名曲〈保庇〉MV或其表演也是有加入大仙翁仔，也歸類此性質。
特別的一點，表演性質與祭拜性質兩種性質的三太子，均有差別，表演性質的三太子有一些配飾（如奶嘴、墨鏡、大型手套……等）來增添三太子的特別感，並加入LED燈條，走路時較為跳舞風格，而祭拜性質的三太子均持有法器，走路活潑但不失莊嚴，並沒有任何配飾。

## 特殊造型
所有神將裡面，如果牽涉到動物相關之神(如：金雞、玉犬將軍或者、牛頭馬面)，頭部可能直接以動物形象呈現；或有為人像打扮，於神將頭盔上放上動物頭作為象徵。

## 服飾
神將穿著服裝也採用京劇風格。又細分為袍（蟒袍和鳳袍）、背甲、靠旗（武將類神祇背後的四面令旗、小型三太子元帥則五面）、褶子、半甲、僧服

#### 頭盔
神將的頭盔均採用京劇各類系帽，將之放大、誇飾後，搭配各式絨球、圓珠裝飾，材質分為紙盔、鐵盔、塑膠盔、金盔、皮盔等。

## 配件
- 篙錢：紙質，呈長條狀，有黃色、彩色等，裝結於神將的頭部後方或頭沿兩側，披散於肩背。通常為陰司或精怪等角色所使用，據說受到驚嚇之孩童即可索取篙錢化解驚嚇。
- 鹹光餅：盤掛在神將胸前，仿效古代軍糧，現作為供信眾求平安之用。
- 手部配件：陰（地府）系神明多持拿刑具，陽系（天庭）持拿配劍、銅錘、拂塵及令旗、方天畫戟、斧頭等，但最多繞境均採取陰系、陽系均可持拿的手錢、手絹等。
- 背揹配件：以神將武器為主，均大多都是寶劍及特殊法器，七爺背紙傘。但大多數神將均無配件。

## 外部連結
- 威猛神將 （页面存档备份，存于）
- 國語日報介紹 （页面存档备份，存于）